# Переулок Макаренко (Владикавказ)
Переулок Макаренко — переулок (фактически тупик) в городе Владикавказ, Северная Осетия, Россия. Находится в Затеречном муниципальном округе между улицами Коцоева и Карла Маркса. Начало от улицы Коцоева. Переулок не имеет сквозного проезда, так как со стороны улицы Коцоева находится территория гостиницы «Владикавказ». Является одной из самых коротких улиц города.

## История
Переулок образовался в середине XIX века. Первоначальное название 2-й Артиллерийский переулок. Позднее стал называться 2-й Сапёрный переулок. Упоминается под этим же названием в Перечне улиц, площадей и переулков от 1925 года.
21 июня 1928 года 2-й Сапёрный переулок был переименован в Ворошиловский переулок, в честь маршала, дважды Героя Советского Союза К. Е. Ворошилова.

Вновь составленный план города утвердить со следующим изменением наименования: пер. II Саперный в пер. Ворошиловский.— постановление заседания Президиума Владгорсовета IV созыва (протокол № 74, § 1477 от 21.06.1928).
17 октября 1957 года Ворошиловский переулок переименован в переулок Макаренко, в честь советского педагога А. С. Макаренко.

Уличный проезд, проходящий между кварталами № 60 и 61, ранее именованный переулком Ворошилова, переименовать в переулок им. Макаренко.— решение Исполкома Орджоникидзевского  Городского  Совета  депутатов  трудящихся (протокол № 20, § 544, п. 3 от 17.10.1957).
В 1964 году на улице Коцоева началось строительство гостиницы «Владикавказ». В результате сквозной проезд по переулку Макаренко был перекрыт.

## Транспорт
Ближайшая остановка «Улица Нальчикская» трамвайных маршрутов № 1, 2, 4, 5, 7, 8, 9, 10 находится на проспекте Коста.